# Campeonato de España de Primera División de balonmano 1952-53
El Campeonato de España de Primera División de balonmano de la temporada 1952-53 se disputó en la localidad de Madrid en la primavera de 1953. Fue la II edición de dicho campeonato.

## Sede
Los encuentros se desarrollaron tanto en las pistas polideportivas cubiertas de la Ciudad Universitaria como los frontones de Recoletos y Frontón Fiesta Alegre.

## Participantes
- Madrid: Atlético de Madrid, Real Madrid y San Fernando de Madrid.
- Valencia: S. E. U. Alicante
- Cataluña: C. D. Sabadell y U. A. San Gervasio.
- Aragón: ?
- Galicia: ?
- Andalucía: ?

Los doce equipos participantes se dividieron en cuatro grupos de tres integrantes cada uno accediendo los mejor clasificados a la fase final eliminatoria.

## Resultados y clasificaciones
(En negrita, equipos clasificados para la siguiente ronda).
Fase de grupos previa:
Grupo 1
Grupo 2
- Atlético de Madrid 8-6 Real Madrid[n 1]

Grupo 3
Grupo 4
Cuartos de final:

Semifinales:

Partido por el 3.er y 4.º puesto:
San Fernando ?-? CD Sabadell

Final:
Real Madrid 7-6 UE San Gervasio

## Resumen
- Campeón: Real Madrid
- Subcampeón: San Gervasio
- Tercero: San Fernando de Madrid
- Cuarto: CD Sabadell
- Cuartofinalistas: ?
- Eliminados en la fase de grupos: ?